# Lega C 2024 (football americano)
La Lega C 2024 è la 18ª edizione del campionato svizzero di football americano di terzo livello, organizzato dalla SAFV.

## Squadre partecipanti
| Club                  | Città               | Stadio | Sponsor ufficiale | Risultato nella stagione 2023 |
| --------------------- | ------------------- | ------ | ----------------- | ----------------------------- |
| Geneva Whoppers       | Plan-les-Ouates     |        |                   |                               |
| Glarus Orks           | Niederurnen         |        |                   |                               |
| Lugano Rebels         | Lugano              |        |                   |                               |
| Neuchâtel Knights     | Neuchâtel           |        |                   |                               |
| Zurich State Spartans | Wangen-Brüttisellen |        |                   |                               |

## Stagione regolare

### Calendario

#### 1ª giornata
| Wangen-Brüttisellen 6 aprile 2024, ore 18:00 | Zurich State Spartans | 40 – 20 referto | Neuchâtel Knights | Sportanlage Dürrbach\| Arbitro: \| Zwicker \| |
| Arbitro:                                     | Zwicker               |                 |                   |                                               |

| Lugano 6 aprile 2024, ore 18:00 | Lugano Rebels | 50 – 0 referto | Geneva Whoppers | Stadio comunale di Cornaredo (campo sintetico) |

#### 2ª giornata
| Rapperswil-Jona 13 aprile 2024, ore 18:00 | Glarus Orks | 26 – 6 referto | Lugano Rebels | Schwimmbad Lido\| Arbitro: \| Vogel \| |
| Arbitro:                                  | Vogel       |                |               |                                        |

| Plan-les-Ouates 13 aprile 2024, ore 18:00 | Geneva Whoppers | 28 – 20 referto | Zurich State Spartans | Stade des Cherpines\| Arbitro: \| Ducommun \| |
| Arbitro:                                  | Ducommun        |                 |                       |                                               |

#### 3ª giornata
| Rapperswil-Jona 20 aprile 2024, ore 18:00 | Glarus Orks | 50 – 0 referto | Geneva Whoppers | Schwimmbad Lido\| Arbitro: \| Waser \| |
| Arbitro:                                  | Waser       |                |                 |                                        |

| Lugano 21 aprile 2024, ore 14:00 | Lugano Rebels | 3 – 27 referto | Neuchâtel Knights | Stadio comunale di Cornaredo (campo sintetico)\| Arbitro: \| Urben \| |
| Arbitro:                         | Urben         |                |                   |                                                                       |

#### 4ª giornata
| Wangen-Brüttisellen 28 aprile 2024, ore 14:00 | Zurich State Spartans | 16 – 0 referto | Lugano Rebels | Sportanlage Dürrbach\| Arbitro: \| Waldburger \| |
| Arbitro:                                      | Waldburger            |                |               |                                                  |

| Neuchâtel 28 aprile 2024, ore 14:00 | Neuchâtel Knights | 6 – 34 referto | Glarus Orks | Terrain du Chanet\| Arbitro: \| Jordan \| |
| Arbitro:                            | Jordan            |                |             |                                           |

#### 5ª giornata
| Rapperswil-Jona 4 maggio 2024, ore 18:00 | Glarus Orks | 37 – 0 referto | Zurich State Spartans | Schwimmbad Lido\| Arbitro: \| Herrmann \| |
| Arbitro:                                 | Herrmann    |                |                       |                                           |

| Neuchâtel 5 maggio 2024, ore 14:00 | Neuchâtel Knights | 0 – 17 referto | Geneva Whoppers | Terrain du Chanet\| Arbitro: \| Gerber \| |
| Arbitro:                           | Gerber            |                |                 |                                           |

#### 6ª giornata
| Plan-les-Ouates 18 maggio 2024, ore 18:00 | Geneva Whoppers | 27 – 0 referto | Lugano Rebels | Stade des Cherpines\| Arbitro: \| Ducommun \| |
| Arbitro:                                  | Ducommun        |                |               |                                               |

| Neuchâtel 19 maggio 2024, ore 14:00 | Neuchâtel Knights | 14 – 29 referto | Zurich State Spartans | Terrain du Chanet\| Arbitro: \| Gerber \| |
| Arbitro:                            | Gerber            |                 |                       |                                           |

#### 7ª giornata
| Wangen-Brüttisellen 26 maggio 2024, ore 14:00 | Zurich State Spartans | 22 – 33 referto | Geneva Whoppers | Sportanlage Dürrbach\| Arbitro: \| Gerber \| |
| Arbitro:                                      | Gerber                |                 |                 |                                              |

| Lugano 26 maggio 2024, ore 14:00 | Lugano Rebels | 10 – 39 referto | Glarus Orks | Stadio comunale di Cornaredo (campo sintetico)\| Arbitro: \| Böckle \| |
| Arbitro:                         | Böckle        |                 |             |                                                                        |

#### 8ª giornata
| Neuchâtel 2 giugno 2024, ore 14:00 | Neuchâtel Knights | 27 – 0 referto | Lugano Rebels | Terrain du Chanet\| Arbitro: \| M. Meier \| |
| Arbitro:                           | M. Meier          |                |               |                                             |

| Plan-les-Ouates 2 giugno 2024, ore 14:00 | Geneva Whoppers | 39 – 11 referto | Glarus Orks | Stade des Cherpines\| Arbitro: \| Gameiro Lopes \| |
| Arbitro:                                 | Gameiro Lopes   |                 |             |                                                    |

#### 9ª giornata
| Lugano 9 giugno 2024, ore 14:00 | Lugano Rebels | 12 – 20 referto | Zurich State Spartans | Stadio comunale di Cornaredo (campo sintetico)\| Arbitro: \| Birnbaum \| |
| Arbitro:                        | Birnbaum      |                 |                       |                                                                          |

#### 10ª giornata
| Wangen-Brüttisellen 15 giugno 2024, ore 18:00 | Zurich State Spartans | 14 – 16 referto | Glarus Orks | Sportanlage Dürrbach\| Arbitro: \| Strähl \| |
| Arbitro:                                      | Strähl                |                 |             |                                              |

| Plan-les-Ouates 15 giugno 2024, ore 18:00 | Geneva Whoppers | 9 – 7 referto | Neuchâtel Knights | Stade des Cherpines\| Arbitro: \| Schwarz \| |
| Arbitro:                                  | Schwarz         |               |                   |                                              |

#### Recuperi 1
| Glarona 23 giugno 2024, ore 14:00 | Glarus Orks | 35 – 6 referto | Neuchâtel Knights | Wyden\| Arbitro: \| Gerber \| |
| Arbitro:                          | Gerber      |                |                   |                               |

### Classifica
La classifica della regular season è la seguente:
- PCT = percentuale di vittorie, G = partite giocate, V = partite vinte, P = partite perse, PF = punti fatti, PS = punti subiti

| Pos. | Squadra               | PCT  | G | V | P | PF  | PS  |
| ---- | --------------------- | ---- | - | - | - | --- | --- |
| 1    | Glarus Orks           | .875 | 8 | 7 | 1 | 248 | 81  |
| 2    | Geneva Whoppers       | .750 | 8 | 6 | 2 | 153 | 160 |
| 3    | Zurich State Spartans | .500 | 8 | 4 | 4 | 161 | 160 |
| 4    | Neuchâtel Knights     | .250 | 8 | 2 | 6 | 107 | 167 |
| 5    | Lugano Rebels         | .125 | 8 | 1 | 7 | 81  | 182 |

## Playoff

### Tabellone
|  | Semifinali | Semifinali            | Semifinali |                 |    | XI Finale Lega C | XI Finale Lega C | XI Finale Lega C |  |
|  |            |                       |            |                 |    |                  |                  |                  |  |
|  | 1          | Glarus Orks           | 52         |                 |    |                  |                  |                  |  |
|  | 1          | Glarus Orks           | 52         |                 |    |                  |                  |                  |  |
|  | 4          | Neuchâtel Knights     | 33         |                 |    |                  |                  |                  |  |
|  | 4          | Neuchâtel Knights     | 33         |                 | 1  | Glarus Orks      | 10               |                  |  |
|  |            |                       |            |                 | 1  | Glarus Orks      | 10               |                  |  |
|  |            |                       | 2          | Geneva Whoppers | 15 |                  |                  |                  |  |
|  | 2          | Geneva Whoppers       | 2          | Geneva Whoppers | 15 | -                |                  |                  |  |
|  | 2          | Geneva Whoppers       |            |                 |    |                  |                  |                  |  |
|  | 3          | Zurich State Spartans | -          |                 |    |                  |                  |                  |  |

### Semifinali
| 29 giugno 2024 | Geneva Whoppers | - – - () | Zurich State Spartans |  |

| Glarona 29 giugno 2024, ore 18:00 | Glarus Orks | 52 – 33 referto | Neuchâtel Knights | Wyden\| Arbitro: \| Vogel \| |
| Arbitro:                          | Vogel       |                 |                   |                              |

### XI Finale Lega C
| Rapperswil-Jona 6 luglio 2024, ore 15:00 | Glarus Orks                                                | 10 – 15 referto | Geneva Whoppers | Schwimmbad Lido\| Arbitri: \| Birnbaum von Känel Schröder Svoboda Vogel Nau Jenny-Halter \| |
| Arbitri:                                 | Birnbaum von Känel Schröder Svoboda Vogel Nau Jenny-Halter |                 |                 |                                                                                             |

## Verdetti
- Geneva Whoppers campioni e promossi in Lega B 2025